# Àcid glicirrètic
L'àcid glicirrètic és un triterpenoide pentacíclic emprat com a edulcorant. S'obté de la hidròlisi de la glicirricina, un component de la regalèssia (Glycyrrhiza glabra). Igualment, és el responsable de diverses propietats medicinals i aplicacions clíniques.